# Andrzej Paczkowski
Andrzej Paczkowski, född 1938, är historiker och professor vid Warszawauniversitetet. Paczkowski är medförfattare till Kommunismens svarta bok och ett antal böcker om samtida polsk historia.